# Michail Aleksandrov (voetballer)
Michail Ivanov Aleksandrov (Bulgaars: Михаил Иванов Александров) (Sofia, 11 juni 1989) is een Bulgaars voormalig voetballer die doorgaans speelde als vleugelspeler. Tussen 2006 en 2021 was hij actief voor CSKA Sofia, Borussia Dortmund II, Akademik Sofia, Ludogorets Razgrad, Legia Warschau, Arsenal Toela, Arda Kardzjali en Slavia Sofia. Aleksandrov maakte in 2014 zijn debuut in het Bulgaars voetbalelftal en kwam uiteindelijk tot eenentwintig interlandoptredens.

## Clubcarrière
Aleksandrov begon zijn carrière bij CSKA Sofia, de topclub uit zijn geboortestad. Al na één jaar in het eerste elftal werd hij gescout door Borussia Dortmund, dat hem aantrok voor het belofteteam. Verder dan de reserves kwam hij echter ook niet en in 2010 sloot hij zich aan bij Akademik Sofia. Op 22 december 2010 werd hij de nieuwe versterking van Ludogorets Razgrad. Met Ludogorets promoveerde hij naar de Parva Liga. Op 13 oktober 2011 verlengde hij zijn verbintenis bij de club met twee jaar. Tussen 2012 en 2014 werd Aleksandrov met Ludogorets driemaal achtereen landskampioen van Bulgarije. Halverwege het seizoen 2015/16 maakte Aleksandrov de overstap naar Legia Warschau. Een jaar later verliet de Bulgaar Legia weer, toen hij ging spelen voor Arsenal Toela. Arda Kardzjali haalde hem in september 2019 terug naar Bulgarije. Binnen de competitie verkaste hij in januari 2021 naar Slavia Sofia. Aleksandrov besloot in de zomer van dat jaar op tweeëndertigjarige leeftijd een punt te zetten achter zijn actieve loopbaan.

## Interlandcarrière
Zijn debuut in het Bulgaars voetbalelftal maakte Aleksandrov op 5 maart 2014, toen met 2–1 gewonnen werd van Wit-Rusland. Van bondscoach Ljoeboslav Penev mocht de vleugelspeler tien minuten voor tijd in het veld komen voor aanvoerder Ivelin Popov. De andere debutant dit duel was Andrey Galabinov (Avellino).
| Interlands van Mihail Aleksandrov voor Bulgarije | Interlands van Mihail Aleksandrov voor Bulgarije | Interlands van Mihail Aleksandrov voor Bulgarije | Interlands van Mihail Aleksandrov voor Bulgarije | Interlands van Mihail Aleksandrov voor Bulgarije | Interlands van Mihail Aleksandrov voor Bulgarije |
| №                                                | Datum                                            | Wedstrijd                                        | Uitslag                                          | Competitie                                       | Goals                                            |
| Als speler bij Ludogorets Razgrad                | Als speler bij Ludogorets Razgrad                | Als speler bij Ludogorets Razgrad                | Als speler bij Ludogorets Razgrad                | Als speler bij Ludogorets Razgrad                | Als speler bij Ludogorets Razgrad                |
| ------------------------------------------------ | ------------------------------------------------ | ------------------------------------------------ | ------------------------------------------------ | ------------------------------------------------ | ------------------------------------------------ |
| 1                                                | 5 maart 2014                                     | Bulgarije – Wit-Rusland                          | 2 – 1                                            | Vriendschappelijk                                |                                                  |
| 2                                                | 23 mei 2014                                      | Canada – Bulgarije                               | 1 – 1                                            | Vriendschappelijk                                |                                                  |
| 3                                                | 9 september 2014                                 | Azerbeidzjan – Bulgarije                         | 1 – 2                                            | EK 2016 kwalificatie                             |                                                  |
| 4                                                | 13 oktober 2014                                  | Noorwegen – Bulgarije                            | 2 – 1                                            | EK 2016 kwalificatie                             |                                                  |
| 5                                                | 16 november 2014                                 | Bulgarije – Malta                                | 1 – 1                                            | EK 2016 kwalificatie                             |                                                  |
| 6                                                | 28 maart 2015                                    | Bulgarije – Italië                               | 2 – 2                                            | EK 2016 kwalificatie                             |                                                  |
| 7                                                | 8 juni 2015                                      | Turkije – Bulgarije                              | 4 – 0                                            | Vriendschappelijk                                |                                                  |
| 8                                                | 12 juni 2015                                     | Malta – Bulgarije                                | 0 – 1                                            | EK 2016 kwalificatie                             |                                                  |
| 9                                                | 6 september 2015                                 | Italië – Bulgarije                               | 1 – 0                                            | EK 2016 kwalificatie                             |                                                  |
| 10                                               | 10 oktober 2015                                  | Kroatië – Bulgarije                              | 3 – 0                                            | EK 2016 kwalificatie                             |                                                  |
| 11                                               | 13 oktober 2015                                  | Bulgarije – Azerbeidzjan                         | 2 – 0                                            | EK 2016 kwalificatie                             |                                                  |
| Als speler bij Legia Warschau                    |                                                  |                                                  |                                                  |                                                  |                                                  |
| 12                                               | 25 maart 2016                                    | Portugal – Bulgarije                             | 0 – 1                                            | Vriendschappelijk                                |                                                  |
| 13                                               | 29 maart 2016                                    | Macedonië – Bulgarije                            | 0 – 2                                            | Vriendschappelijk                                |                                                  |
| 14                                               | 3 juni 2016                                      | Japan – Bulgarije                                | 7 – 2                                            | Vriendschappelijk                                |                                                  |
| 15                                               | 7 juni 2016                                      | Bulgarije – Denemarken                           | 0 – 4                                            | Vriendschappelijk                                |                                                  |
| 16                                               | 6 september 2016                                 | Bulgarije – Luxemburg                            | 4 – 3                                            | WK 2018 kwalificatie                             |                                                  |
| 17                                               | 7 oktober 2016                                   | Frankrijk – Bulgarije                            | 4 – 1                                            | WK 2018 kwalificatie                             |                                                  |
| 18                                               | 10 oktober 2016                                  | Zweden – Bulgarije                               | 3 – 0                                            | WK 2018 kwalificatie                             |                                                  |
| Als speler bij Arsenal Toela                     |                                                  |                                                  |                                                  |                                                  |                                                  |
| 19                                               | 13 november 2017                                 | Saoedi-Arabië – Bulgarije                        | 0 – 1                                            | Vriendschappelijk                                |                                                  |
| 20                                               | 23 maart 2018                                    | Bulgarije – Bosnië en Herzegovina                | 0 – 1                                            | Vriendschappelijk                                |                                                  |
| 21                                               | 26 maart 2018                                    | Bulgarije – Kazachstan                           | 2 – 1                                            | Vriendschappelijk                                |                                                  |

## Erelijst
| Competitie         |                    |                                             |                    |                    |
| Competitie         | Aantal             | Jaren                                       |                    |                    |
| Ludogorets Razgrad | Ludogorets Razgrad | Ludogorets Razgrad                          | Ludogorets Razgrad | Ludogorets Razgrad |
| ------------------ | ------------------ | ------------------------------------------- | ------------------ | ------------------ |
| Parva Liga         | 5                  | 2011/12, 2012/13, 2013/14, 2014/15, 2015/16 |                    |                    |
| Vtora Liga         | 1                  | 2010/11                                     |                    |                    |
| Beker              | 2                  | 2011/12, 2013/14                            |                    |                    |
| Supercup           | 2                  | 2012, 2014                                  |                    |                    |
| Legia Warschau     |                    |                                             |                    |                    |
| Ekstraklasa        | 1                  | 2015/16                                     |                    |                    |
| Puchar Polski      | 1                  | 2015/16                                     |                    |                    |